# 쓰시마 불상 도난 사건
쓰시마 불상 도난 사건(일본어: 対馬仏像盗難事件, 조선말: 쯔시마 불상 도난 사건)은 2012년 당시 일본 나가사키현 쓰시마시 일대에서 한국인들이 불상을 훔친 사건이다. 그래서 이 사건이 신사와 사찰에서 주로 일어난 것으로 나타나고 있지만, 의도적인 범행으로 발각된 사실로 전하고 있다. 그러나 한국인 절도단들이 일본의 중요문화재 중에서 불상 2본 등을 연속적으로 일제히 도난을 당하게 하는 사실로 드러나고 있었으나, 당시 대한민국에 훔쳐간 소재지의 관할 법원인 대전지방법원에서도 도난을 당하게 되는 불상의 일본 해당 지역인 쓰시마섬로 되돌리자는 의견을 제시하라고 요청하였으나 한국이 일방적으로 거부하는 것으로 이와 같은 결정이 내려진 상태이다. 하지만 불상 원본 2본 중 1본은 이미 쓰시마섬으로 되돌아왔지만, 아직까지도 1본조차 반환되지 못한 상태에 이르게 되면서, 한일 관계가 급속도로 냉각되는 현상까지 초래하는 결과가 있다. 그 결과 2013년과 2014년에는 조선 통신사라는 쓰시마섬 최대의 축제이자 이벤트가 일시적으로 취소된 사례가 있었다. 또한 2019년 10월에도 비슷한 불상이 도난을 당하였다는 내용이 있었다. 그러나 해당 사건은 한국인이 아닌 일본인 실직자, 고베시의 모 음식 업소의 종업원인 것으로 드러나고 있다.

## 사건의 경위

### 발생에서 범인의 검거까지
2012년 10월 8일, 가이진 신사(海神神社)에서 신라시대 당시의 불상인 동조여래입상(銅造如來立像)이 도난을 당해 경찰이 수사에 나섰다. 그러나 이 사건은 이날 새벽에 벌어진 일로 드러나고 있어, 훔쳐간 문제의 불상은 높이가 약 38 cm의 높이로 이루어져 있다. 그래서 해당 불상은 쓰시마섬과 한반도가 고대 시대부터 교류가 잦을 정도로 많이 왕래한 내력이 있다는 것을 보여주는 중요한 유물로 인정되어, 1974년 일본의 중요문화재에 등재된 것으로 알려졌다.
그리고 2013년 1월 29일, 일본에서 국보급 불상 2본을 훔쳐 한국으로 들여온 뒤 알선책을 통해 내다 팔려던 일당이 한국 측 경찰과 문화재청의 공조 수사 끝에 5명의 절도단들이 일제히 검거되었다. 이날 대전지방경찰청과 문화재청 등에 따르면, 일본의 신사에서 보관 중이었던 신라 ~ 고려 시대 당시의 불상 2점을 훔쳐 한국에서 판매하려는 혐의(문화재보호법 위반 등)로 김모(69) 씨를 구속하고 장모(51) 씨 등 4명을 불구속 입건되었다. 그러나 훔쳐간 불상 2점은 부산항여객터미널을 통해 한국에 반입된 사실인 것으로 드러났다. 다만, 이 불상이 국보급으로 지정된 상태였지만 한국 내의 반입은 그리 어렵지 않은 상태로, 부산항 통관 과정에서 이루어진 문화재 감정이 잘못된 사실이었던 것으로 보이게 된다.
또한 다구즈다마 신사에 소장되어 있는 나가사키현의 지정 유형문화재인 대장경 1점도 물론 훔쳐간 것으로 나와 있는 등 한국인 절도단 8인이 합동으로 불상을 훔친 사실로 나와 있던 것으로 보인다.

### 한국의 지방법원에서 사실상 반환이 거부당한 사례
본디부터 일본에 있었던 문화재를 훔쳐간 절도단들의 문제로 인해 외교적으로 비화되어 있어, 충청남도 서산시 소재 조계종 직할 부석사의 관련 승려 등이 쓰시마섬의 간논지를 방문하였다. 그러나 지난 2012년 10월 당시 이 사찰에 훔쳐간 불상의 반환 문제를 놓고 승려들의 의견을 제시하려는 의도가 있어, 문제의 사찰인 간논지에서 도난을 당하고 난 뒤 한국으로 반입된 금동관음보살상의 회수에 대한 의견을 전달하려는 의도가 있었다. 그러자 간논지 측에 따르면, 소유권을 놓고 실랑이를 벌이는 사실로 알려졌지만 해당 사찰 측에 따르면, 도난당한 불상을 되돌리자는 것이 우선시하도록 되어 있어 만남 자체가 아예 거절되었다. 더욱이 이 사건이 한일 관계를 오히려 더 악화시키는 것만 지속적으로 부추기는 양상을 보이게 되는 등 불상 반환이 위안부 문제, 독도에 대한 영유권 갈등, 후쿠시마현의 수산물 수입 규제 등과 더불어 한일 관계의 또 다른 미해결 문제의 대열에 합류된 사실로 알려졌다.
그 결과 한국의 대전지방법원에서 부석사에 소유하고 있는 문제의 불상에 대한 반환이 결국 거부당하였다. 그러나 반환이 거부하게 되는 이유를 명분으로 보면, 부석사의 유체동산점유 이전금지에 따른 임시 처분 신청을 들어주기도 하였고, 강탈당한 해당 문화재가 원래의 주인으로 되돌아왔던 것으로 보인다. 그리고 법원은 부석사의 손을 흔들어주고 있지만, 일본 측에 따르면, 훔쳐간 문제의 불상을 빨리 되돌리겠다고 하소연할 정도로 치열한 공방전으로 불상 소유권을 놓고 쩐의 전쟁을 치르기도 하는 사례가 있었다. 그래서 점유권은 여전히 분쟁 중인 상태이기도 하고 있어, 독도와 관련된 영토 갈등과 비교하여도 사뭇 다른 케이스이기도 하다.

### 1본 반환 관련
2015년, 한국 정부가 쓰시마 불상 도난 사건과 관련하여 2본 중 소유권이 없는 불상 1본에 대해 일본으로 반환하기로 합의하였다. 그래서 2012년 당시 가이진 신사를 통해 문제의 불상을 훔쳐간 상태에서 한국에 몰래 반입되면서 이를 바탕으로 발각된 사실이 드러난 문제의 동조여래입상에 대해 임시적으로 소장된 상태로 보관되어 있는 해당 불상을 대전광역시에 위치한 국립문화재연구소를 방문하여 수령되었다. 그 뒤로 일본 당국에서는 항공편을 통해 불상을 일본으로 운반했다고 교도통신이 보도되었으며, 운반 담당자들은 이날 저녁 후쿠오카 공항에 도착하였고, 그 다음 날에는 본래의 자리로 되돌아왔다. 하지만 내용은 제3자에게 노출시키지 않도록 비공식적으로 치르게 되었다. 그리고 대한민국 대검찰청은 한국인 절도단이 2012년에 훔쳐 반입한 동조여래입상을 일본 나가사키현 쓰시마시에 소재하고 있는 가이진 신사 측에 만장일치로 돌려주었다고 2015년 7월 15일 잠정적으로 밝혔다. 다만 동조여래입상은 8세기 당시 남북국 시대 때에 제작된 작품으로 정상적 교류 혹은 임진왜란 당시 약탈에 의해 일본으로 유출시킨 상태인 것으로 추정하고 있다.

#### 사건에 대한 소송 관련
현재 부석사에서 불상 소유권을 놓고 현재까지 3년째 재판에 회부되어 있는 상태이기도 하다. 그러나 대전지방법원에 따르면, 2017년 1월 부석사의 소유로 판결이 내려지자, 일본 정부가 즉각 항의한 사실로 드러나며, 이를 놓고 소유권 분쟁은 독도 분쟁에 버금가는 수준에 이르고 있다. 더욱이 항소심 판결이 아직도 이뤄지지 않고 있다. 다만 문제의 불상은 대체적으로 보면 ‘증여·매매 등 정상적인 방법이 아닌 도난·약탈 등의 방법으로 쓰시마섬으로 운반된 뒤 봉안된 것으로 판단된다.’라고 밝혔고, 아울러 ‘역사 및 종교적 가치를 고려할 때 불상 점유자는 원고인 부석사에 인도할 의무가 있다.’라고 밝혔다. 다만 한국 측 재판부에 따르면, ‘고려사에는 불상이 제작된 1330년 이후 5차례에 걸쳐 왜구가 서산 일대에 침범하였다는 기록이 있다.’라며, ‘불상에 남아 있는 그을린 흔적과 함께 있어야 할 보관 및 대좌가 없는 점도 약탈의 근거가 성립될 수 있다.’라고 판시하였다.

## 한국 측의 주장
미디어의 주장
일본 쓰시마섬의 가이진 신사와 관음사에서 각각 도난을 당한 것으로 추정되어 있는 남북국 시대 당시의 금동여래입상과 고려 말기 당시의 금동관음보살좌상이 대한민국 자국 내에서 회수되자, 반환 여부에 대해 관심과 이목이 쏠리고 있다. 그러나 이 불상은 남북국 시대였던 8세기 당시 일본 국가지정 중요문화재 동조여래입상인 것으로 밝혀졌으며 나머지 불상의 경우, 고려 시대의 말엽인 14세기 당시 제작된 나가사키현 지정 유형 문화재 관세음 보살좌상으로 밝혔다. 그래서 150억원의 가치를 가지고 있어, 미디어 측의 주장에 따르면, 반환은 당연히 필수적이다. 한국에서 몰래 일본에 훔쳐 가게 되었던 해당 불상은 돌려주는 것이 가장 마땅하다고 여긴다. 이와 같이 잘못된 사안이 있어, 더욱이 소유권을 놓고 분쟁중인 것으로 드러난 상태이기도 하지만, 돌려줘야 할 것인지 의구심을 가지고 있는 것으로 드러난다.
충청남도 서산시의 주장
서산시의 부석사에 따르면, 이 지역 종교 단체에서는 강력히 반대한다고 성명하고 있다. 그러나 반환을 반대하는 경위를 보면, "문화재의 불법 약탈 및 유출 그리고 도난을 당한 행위에 대한 내용에 따르면, 역사적 또는 시대적인 사정을 소급하여 적용하자"라고 제시하였으며, "도난을 일으킨 범죄자들은 법에 따라 엄중히 처리될 수 있도록 해야 하자. 그리고 불상의 과거 유출 이력, 경로 등을 정확히 밝힐 때까지 일본에 완전히 반환해서는 안된다."라고 주장되어 있다.
조계종 평의회 측의 주장
도난을 당하였던 문제의 불상은 고려 시대가 멸망되기 직전인 고려 말엽 즈음, 왜구에 의해 약탈당한 것으로 드러나고 있다. 그러나 이 불상이 약탈품으로 취급받았다면 본디대로 봉안하는 것이 바람직하다. 그래서 이 불상이 서산 부석사에 모셔야 하도록 하자는 의견이 있다.
한국 부석사 측의 주장
한국 측 현지 법원에 따르면, 문제의 불상에 대해 일본으로 이전시키는 것을 금지시키자, 불상에 대한 소유권을 따질 필요가 있다. 그러나 해당 사찰 측에 따르면, 부석사 측의 소유가 확인되어 있다고 들었다. 하지만 이 불상에 대한 분쟁이 오리무중에 머물러 있어, 재판부에 따르면 본디의 불상이 간논지에 있는지 아니면 1천년 전부터 부석사에서 본래부터 소유하였는지 이를 놓고 재판을 벌이고 있다. 더욱이 해당 사항에 따른 근거 따위가 명백하지 않으며 선물 가능성도 있다는 의견도 있어, 반환에 대한 찬성 입장을 밝힌 일부 학계 연구자들과 환수하자는 의견이 주장되어 있는 부석사와 조계종 사이의 공방전 역시 가열되었던 것으로 드러난다. 그 외에도 부석사 측은 2013년 3월 초순을 목표로 하여 해당 신도회를 중심으로 금동관음보살 제자리 모시기 추진위까지 구성시켜서 조계종의 지원 하에 본격적인 환수 운동까지 들어간 상태이기도 하다.

## 일본 측의 반응
쓰시마섬의 관음사의 다나카 세쓰코 전 주지에 따르면 조선 시대 당시 벌어졌던 불교에 대한 탄압의 참상에서 그럭저럭 불상을 구하기 위해 쓰시마로 구출한 것이지 감사하다고 못할망정 약탈이라는 표현은 정녕 북한의 일본인 납치 사태와 유사할 바 없다고 적반하장식 논리를 펴는 것으로 보인다.
설령 부석사에 봉안하고 있는 금동관세음보살좌상 같은 경우 왜구의 약탈이 잦은 1330년 당시 약탈당하게 하였을 것으로 드러나고 있지만 그 시기에는 감시할 수 있는 인력들의 부재와 무관심 등이었던 것으로 추정된다. 추가적으로 이와 같은 것들이 도난과 약탈 등과 같은 각종 범죄에 반복적으로 얽혀 있게 되는 것으로 보아 이와 같이 국제적인 법률, 관행 등도 기대하기에 다소 미흡한 실정에 불과하기도 한다.
그리고 일본 정부가 한국 정부를 상대로 쓰시마섬에 소재하고 있는 간논지에 애당초부터 존재하였던 본디의 불상이 현재 부석사로 넘어간 상태인 것을 하루라도 빨리 반환시키겠다는 의지를 각오로 내비치자는 것을 간절히 바라고 있는 경우도 있다. 아울러 스가 요시히데 장관의 의견에 따르면, 2016년 당시의 브리핑을 들어본 결과, 이에 따른 대응을 요구하겠다는 강인한 의지가 있었던 것으로 드러나고 있다. 그 외에도 해당 불상에 대한 반환을 강력히 요구해 온 사실로 드러나게 될 정도로 보이게 된다.

## 2014년 11월 당시의 불상 도난 사건
2014년 11월 24일, 바이린지에서 탄생불을 비롯하여, 대반야바라밀다경을 필두로 하여 11cm 높이의 신라 시대의 구리 불상인 탄생불 등 각종 문화재들을 훔쳐서 대한민국에 반출시키려 할 계획을 가진 혐의로 한국인 남성 절도단 5명이 쓰시마미나미 경찰서에 검거된 적이 있었다. 관련 사건은 해당 문서를 참조.

## 2019년 10월 당시의 불상 도난 사건
2014년 당시 한국인 절도단이 저지르는 상기 사건과 달리 해당 사건은 일본인의 소행인 것으로 보인다. 그러나 해당 사건을 요약하자면, 2019년 10월 17일, 엔쓰지 일대에서 나가사키현에서 지정되어 있던 유형문화재인 동조약사여래좌상을 훔쳐간 혐의로 고베시 나가타구의 모 음식점 종업원 등 3명을 긴급 체포하였다.

## 같이 보기
- 안코쿠지 (이키시)(일본어판)
- 간논지
- 바이린지
- 문화재 반환
- 도서에 관한 대한민국 정부와 일본국 정부 간의 협정
- 국민정서법
- 한반도에서 유출된 문화재 반환 문제(일본어판)